# Bernet Elzinga
Bernet Margé Elzinga (Eindhoven, 1970) is een Nederlands hoogleraar stress-gerelateerde psychopathologie aan de Universiteit Leiden. Aan Elzinga werd in 2024 de Spinozapremie toegekend.

## Leven en werk
Elzinga behaalde haar master klinische psychologie en experimentele psychologie aan de Universiteit van Amsterdam. Ze promoveerde in 2002 aan de Vrije Universiteit Amsterdam op het onderwerp traumagerelateerd geheugenverlies met het proefschrift Searching for amnesia. Cognitive and neurobiological studies on trauma-related memory. 
In 2011 werd ze benoemd tot hoogleraar stress-gerelateerde psychopathologie aan de Universiteit Leiden.

## Publicaties (selectie)
- LHC Janssen, B Verkuil, LAEM van Houtum, MCM Wever, BM Elzinga: 'Perceptions of parenting in daily life. Adolescent-parent differences and associations with adolescent affect'. In: Journal of Youth and Adolescence, 2021, 50, 2427-2443
- Bernet Elzinga: Persoonlijkheids, Klinische en Gezondheidspsychologie = Personality, clinical and health psychology. New York, NY, McGraw-Hill Custom Publishing, 2021. (6th custom edition for Leiden University)
- Bernet Elzinga: Back to the roots. De jeugd als bron van kwetsbaarheid en veerkracht. Diesrede Universiteit Leiden, Leiden, 2018.
- Bernet Elzinga: Back to the roots.. Over de etiologie van stressgerelateerde stoornissen. Inaugurele rede Universiteit Leiden. Leiden, 2012.
- B.M. Elzinga & J.D. Brenner: 'Are the neural substrates of memory the final common pathway in posttraumatic stress disorder (PTSD)?'. In: Journal of affective disorders, 2002, 70 (1), 1-17